# Maserati 3500 GT
Vous lisez un « bon article » labellisé en 2009.

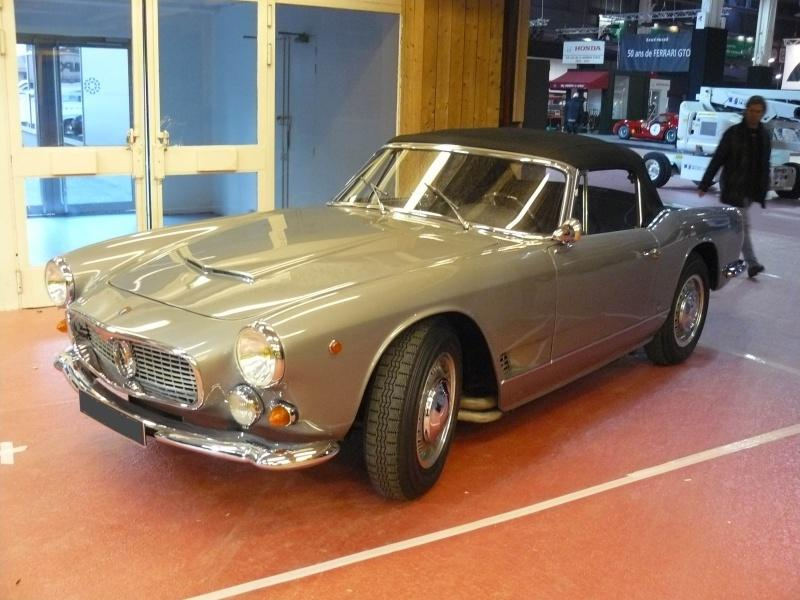
Maserati 3500 GT Spyder.

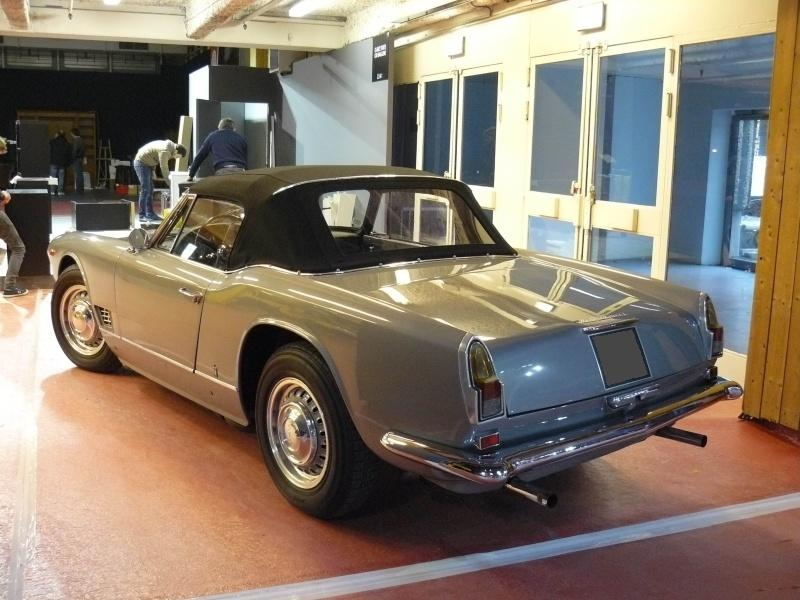
Maserati 3500 GT Spyder.

La Maserati 3500 GT est une automobile de grand tourisme produite par le constructeur Maserati de 1957 à 1964. Elle est le fruit d'une coopération entre l'ingénieur Giulio Alfieri et le carrossier Touring. Construite pour concurrencer les 250 GT de Ferrari, la 3500 GT est la première Maserati issue d'une construction en série et d'une production industrielle du constructeur italien.
Distinguée par son style que beaucoup considèrent comme une véritable réussite, dont « l'homogénéité confère son charme unique à la voiture », la 3500 GT est le premier grand succès commercial de la firme italienne. Elle séduit d'ailleurs le prince Rainier III de Monaco ou encore les acteurs Tony Curtis, Stewart Granger, Rock Hudson et Anthony Quinn. Les lignes de la 3500 GT inspirent les modèles suivants du constructeur et notamment la Maserati Sebring.

## Genèse
Depuis 1926, date de son apparition dans le monde automobile, le constructeur italien Maserati se contente de produire des modèles destinés à la compétition. Ce n'est qu'à partir de 1946 que les premières Maserati de tourisme voient le jour, à l'image des « superbes » A6 1500 et A6GCS. Néanmoins, elles ne sont construites qu'en séries limitées et souvent carrossées sur mesure. Les années 1950 sont marquées par l'évolution rapide des infrastructures routières, induisant une demande croissante d'automobiles plus rapides, plus équilibrées, connues sous le nom de grand tourisme (ou GT) .
Lors de l'édition 1957 du Salon international de l'automobile de Genève, Maserati, conscient de cette attente, présente la 3500 GT, entamant ainsi une nouvelle page de son histoire, celle de la construction en série et de la production industrielle d'une GT. Destinée à concurrencer Ferrari, notamment sur le marché américain, la Maserati 3500 GT Tipo 101 connaît un grand succès commercial, assurant la survie du constructeur alors en grande difficulté financière. Pratiquement quatre fois moins coûteuse en production que les Ferrari concurrentes, notamment grâce à la réutilisation de pièces achetées à des spécialistes, la 3500 GT est produite, selon les sources, entre 1 972 et 1 983 exemplaires.
La conception de la 3500 GT, selon la technique Superleggera chère à Touring, est confiée par Giulio Alfieri, directeur technique de l'usine de Modène, aux célèbres carrossiers turinois Allemano et milanais Touring. La devise de ce dernier — « le poids est un ennemi, et la résistance de l’air un obstacle » — résume la philosophie de cette nouvelle Maserati,.

## Design

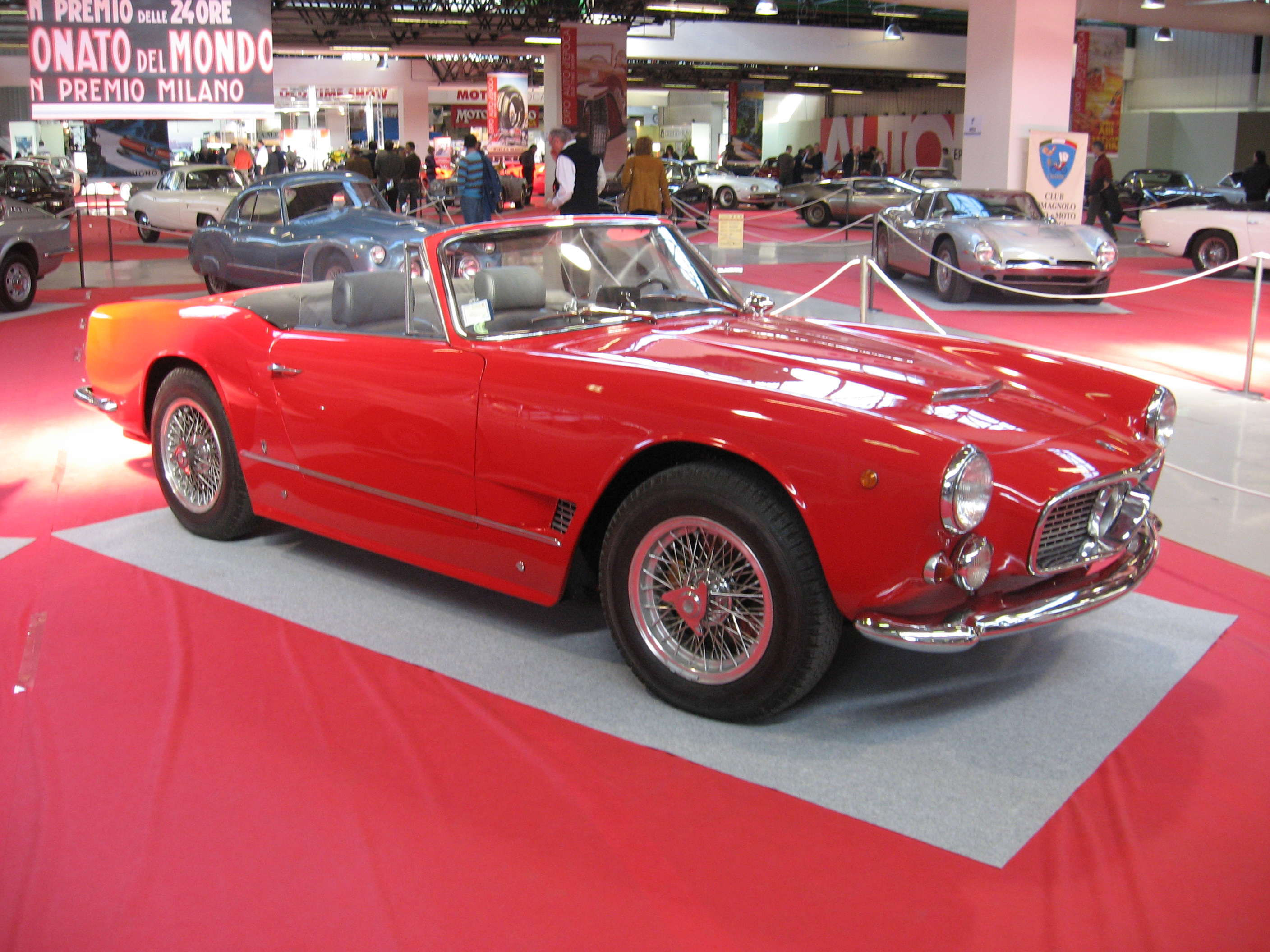
En 1961, la Maserati 3500 GT est déclinée en version Spyder.

Les spécialistes et amateurs de sportives s'accordent à dire que le dessin réalisé par le carrossier Touring est une véritable réussite. « Remarquable » par son profil équilibré, « agressive » par sa grille de calandre généralement associée à une gueule de requin, ornée de l'imposant trident, emblème de Maserati, « évocatrice de puissance » par ses jantes de 16 pouces ; tels sont les qualificatifs attribués à la 3500 GT,.
Capot long et arrière court — typique des coupés — la 3500 GT est surtout étonnante par ses lignes sportives dissimulant un habitacle 2+2. Pourtant, l'habitabilité arrière est proche de celle d'une berline quatre places. Le design suit la « pure tradition italienne » et est agrémenté de quelques détails qui plairont davantage aux acheteurs américains, marché auquel la 3500 GT se destine principalement. Ainsi, le pare-brise panoramique et les ailes sont à peine dessinées tandis que la carrosserie intègre des feux proéminents. L'arrière se caractérise par sa lunette plongeant abruptement sur une malle dynamisée par un pli de carrosserie central.
De multiples détails peaufinent le style de la 3500 GT à l'image de la prise d'air du capot nervurée en son centre, les jantes en acier perforées ou à rayons dessinées par Borrani, des ouïes présentes sur les flancs des ailes avant — qui ne sont pas sans rappeler celles de la Mercedes 300 SL, automobile emblématique des années 1950 — ou encore des poignées de malle finement dessinées,.
Le design de la Maserati 3500 GT Spyder (GTs) est confié au carrossier Vignale et les propositions de Touring et Pietro Frua sont donc finalement refusées. Dessinée par Giovanni Michelotti, elle est officiellement présentée au Salon de Paris de 1960 avant d'entamer sa production en 1961. Tout aussi beau que le coupé, la 3500 GT Spyder remporte de nombreux prix dont celui du prestigieux Concours d'élégance Amelia Island. En 1963, dernière année de sa production, 242 exemplaires seront produits.

## Habitacle
La Maserati 3500 GT bénéficie d'un habitacle cossu, remarquable par l'excellence de sa finition. La position de conduite est agréable et les sièges en cuir assurent un bon confort. À l'image des modèles précédents, le volant conserve les classiques trois branches au cœur arborant le trident Maserati. Cinq petits cadrans circulaires — ampèremètre, température d'eau, jauge d'essence, pression et température d'huile — sont disposés sur le tableau de bord, autour de la colonne de direction. Le tachymètre et le compte-tours, dont la zone rouge est graduée à partir de 5 000 tr/min, sont quant à eux disposés de part et d'autre de ces cinq cadrans.
L'espace arrière, offrant deux places adultes, est important pour une carrosserie de coupé 2+2. Les larges portières permettent d'accéder relativement facilement à ces places malgré quelques difficultés en raison de la faible hauteur du pavillon. En 1962, deux déflecteurs seront installés afin de faciliter l'aération des passagers arrière.

## Performances

### Moteur

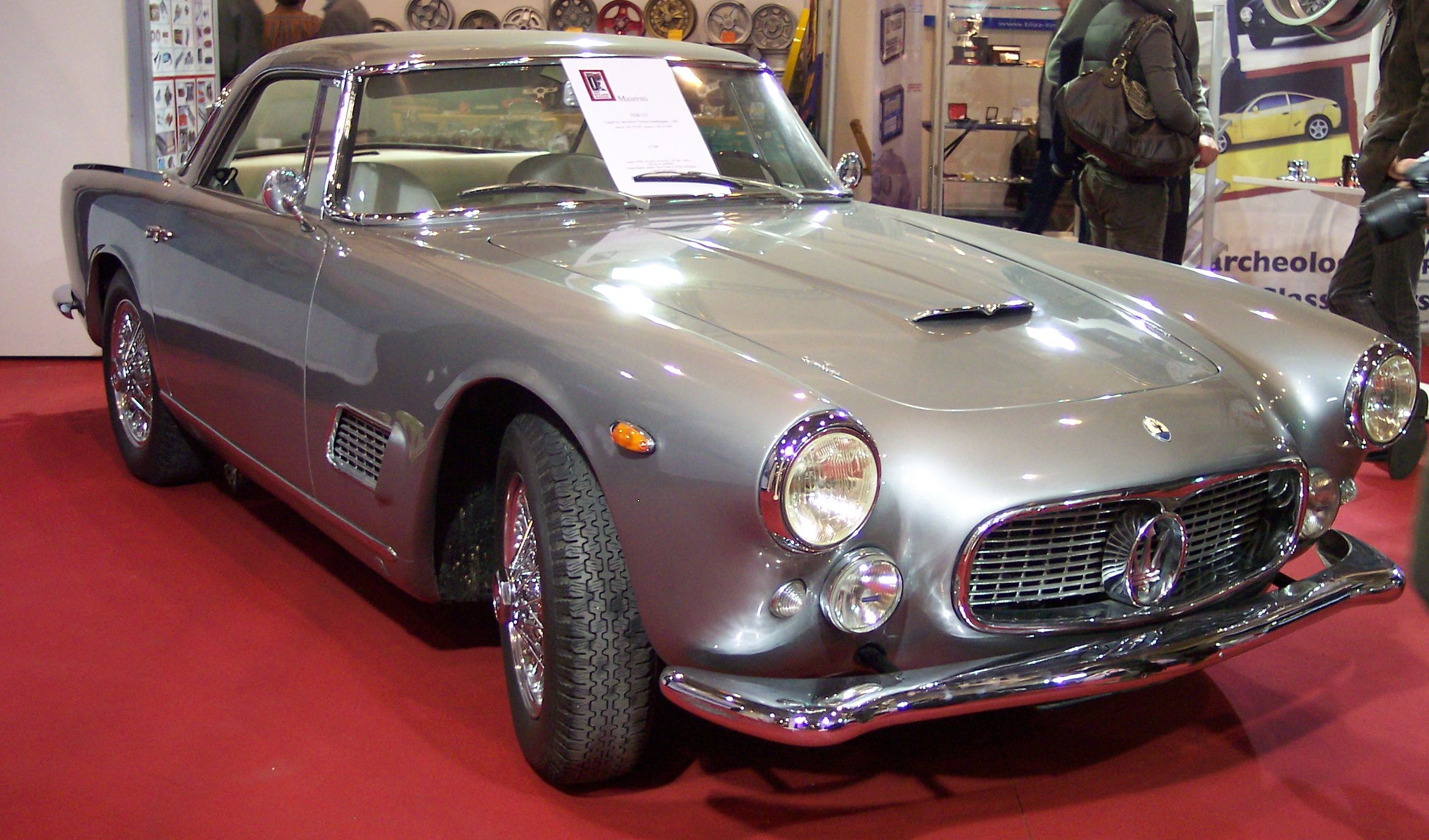
La Maserati 3500 GT est mue par un six cylindres en ligne.

La Maserati 3500 GT est mue par un moteur essence six cylindres en ligne à deux arbres à cames en tête et double allumage, étudié par Giulio Alfieri. L'alimentation en carburant est assurée par des carburateurs Weber, remplacés en 1960 par des injecteurs indirects Lucas (GTi) offrant 15 ch supplémentaires. Il s'agit en réalité d'une version dérivée du moteur de la Maserati 350S, automobile de compétition engagée dans les Mille Miglia, réputée pour sa fiabilité. Développant 220 ch à 5 500 tr/min — avec les carburateurs — et profitant, grâce à une longue course, de 312 N m de couple sur une large plage d'utilisation débutant à 4 000 tr/min, la 3500 GT parvient à atteindre les 230 km/h.
« Cette remarquable disponibilité participe grandement au plaisir que l'on éprouve au volant de la 3500 GT ». Le moteur, rond et onctueux, brille par sa souplesse. D'une sonorité rauque et grave à bas régime, il gronde soudainement dès les 3 500 tr/min dépassés. Enfin, la boîte de vitesses à cinq rapports — quatre rapports avant 1961 — se révèle être bien étagée, agréable, précise et maniable malgré quelques verrouillages durs.

### Comportement
La 3500 GT profite d'un très bon comportement en ligne droite et se dirige bien en courbes rapides malgré un pont arrière rigide à ressorts à lames, architecture aujourd'hui considérée comme archaïque. La direction précise mais ferme participe grandement au sentiment de grande sécurité que le conducteur éprouve à son volant. En raison de son poids et de son empattement long, la 3500 GT se trouve en difficulté sur des routes sinueuses, ayant tendance à survirer voire inversement, sous-virer dans les entrées de virages serrés. Néanmoins, le conducteur peut faire confiance au système de freinage associant des freins à disque à l'avant et des freins à tambour à l'arrière.
Tradition italienne, le châssis de la 3500 GT est issu d'une structure tubulaire compliquée et toute particulière, alliant des tubes à section carrée et ronde à deux supports principaux longitudinaux traversant le véhicule de part en part.

### Production
| modèles        |      |
| -------------- | ---- |
| Coupé Touring  | 1973 |
| Coupé Allemano | 4    |
| Coupé Frua     | 2    |
| Coupé Boneschi | 2    |
| Coupé Moretti  | 1    |
| Coupé Bertone  | 1    |
| Spyder Vignale | 242  |
| Spyder Frua    | 1    |
| Total          | 2226 |

D'après le site Enrico's Maserati page